# Ратево
Ра́тево (мак. Ратево) — село у Північній Македонії, яке входить до общини Берово, що в Східному регіоні країни.
Громада складається з — 844 осіб (перепис 2002), і всі македонці. Село розкинулося в гірській місцевості (середні висоти — 972 метрів) в історико-географічної області Мелешево.

## Галерея

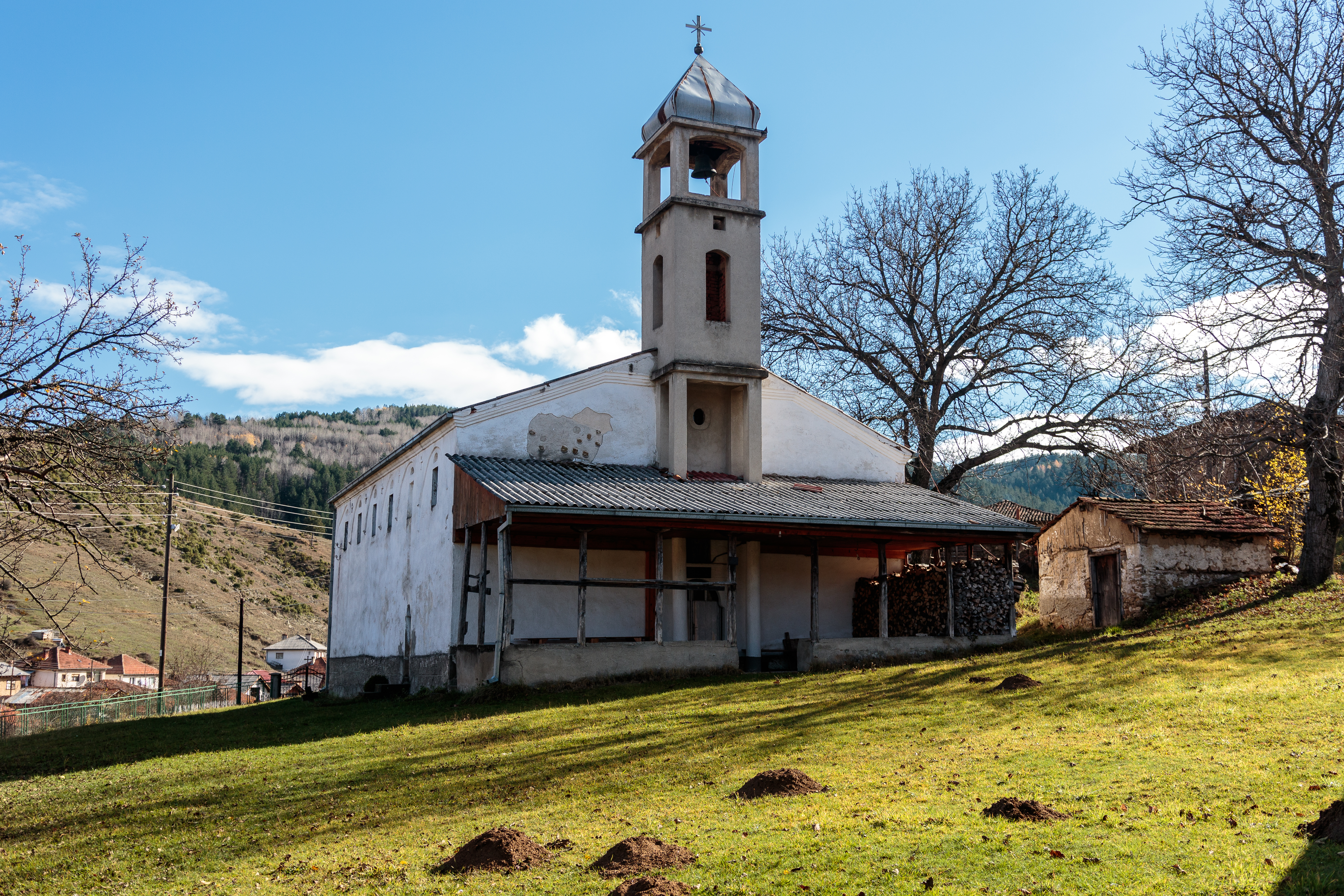
Церква Петра і Павла
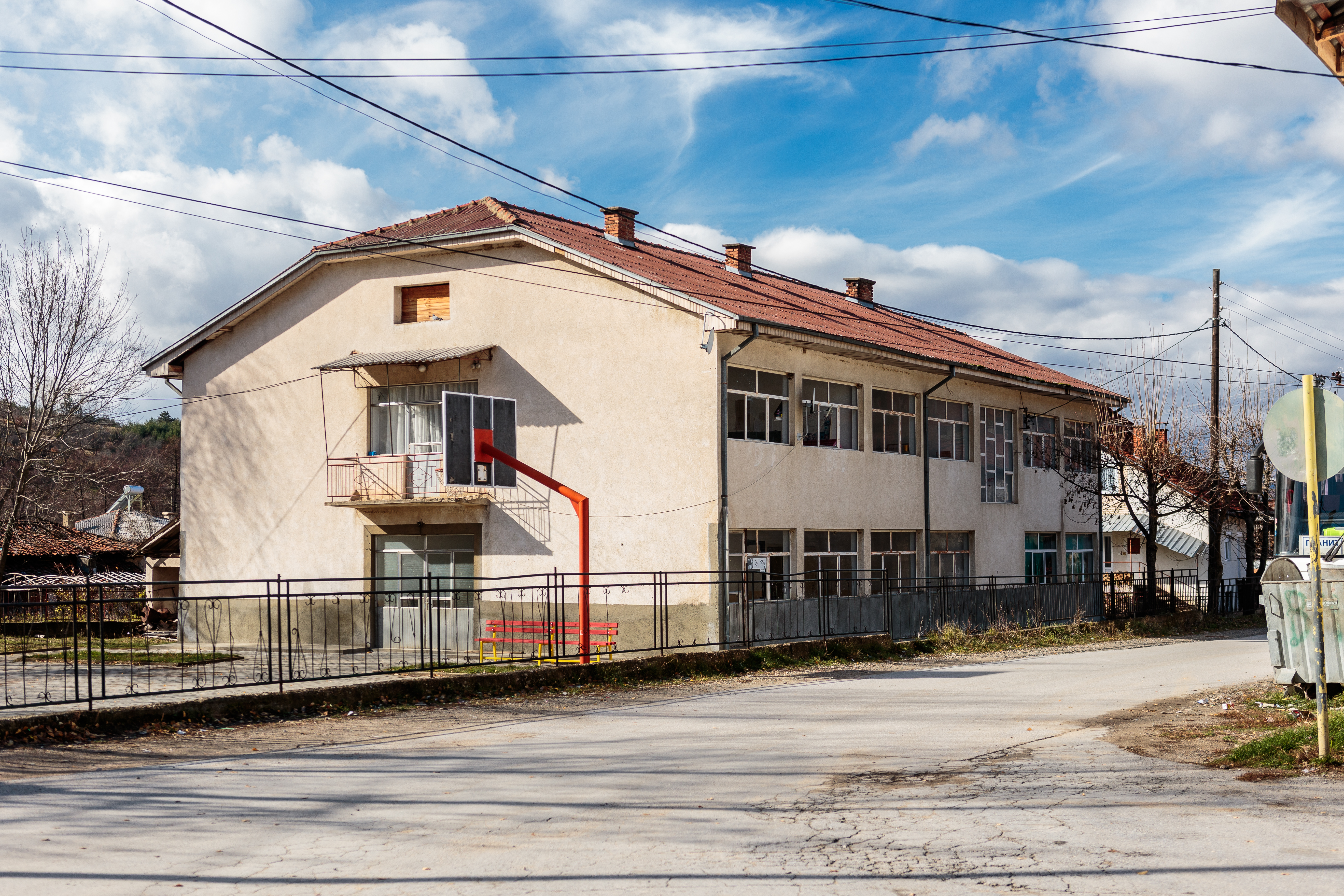
Школа
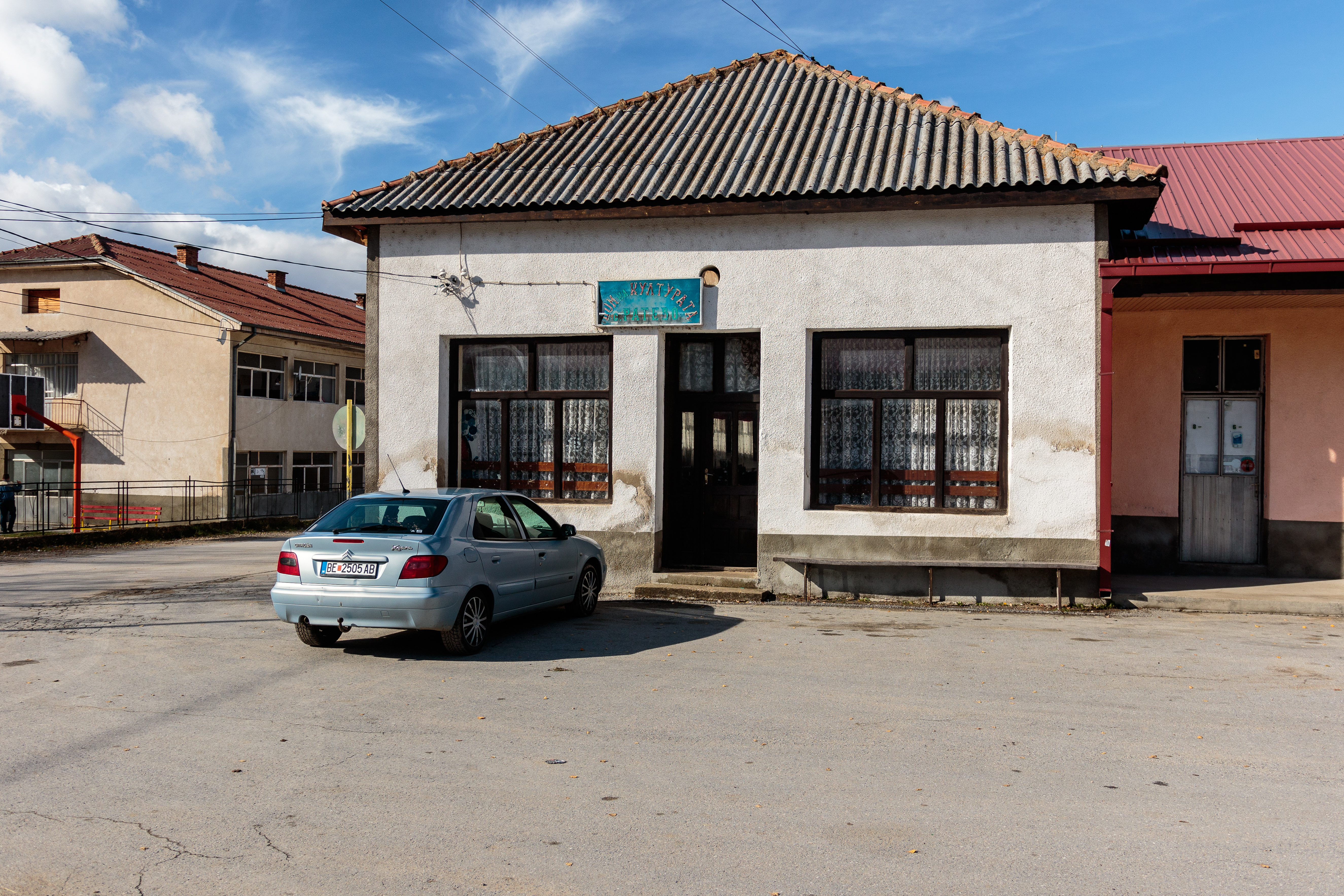
Будинок культури